# Ordre de la Hache
L'ordre de la Hache est un ordre médiéval féminin. Institué en 1149 par le comte de Barcelone Raimond-Bérenger IV, il visait à l’origine à honorer les femmes de Tortose pour avoir victorieusement défendu leur ville contre les Maures. Ses signes d’appartenance sont restés en usage jusqu’au XVe siècle.

## Origine

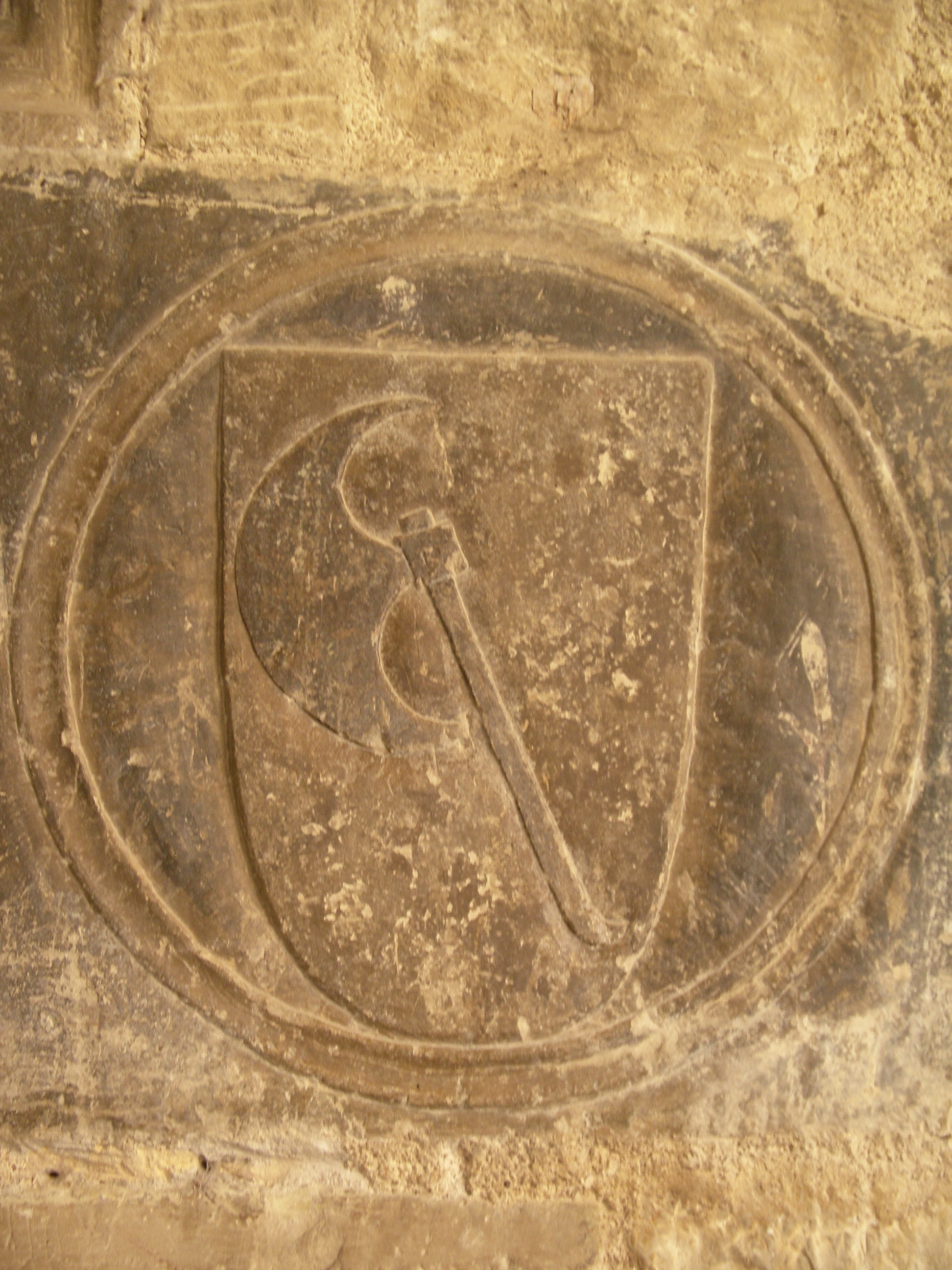
Écu de l’ordre de la Hache, sculpté dans la pierre du cloître de la cathédrale de Tortose (XIVe siècle).

La tradition locale précise que, les hommes de Tortose étant partis à la suite du comte de Barcelone à la reconquête des villes de Fraga et de Lérida, les femmes se retrouvèrent seules pour défendre leurs murs face à une attaque-surprise des Maures. Armées de haches, habillées comme des hommes, elles parvinrent à repousser les assaillants et à leur faire lever le siège,. 
C'est en mémoire de cet épisode que l'ordre de la Hache a été institué en 1149,.

## Privilèges

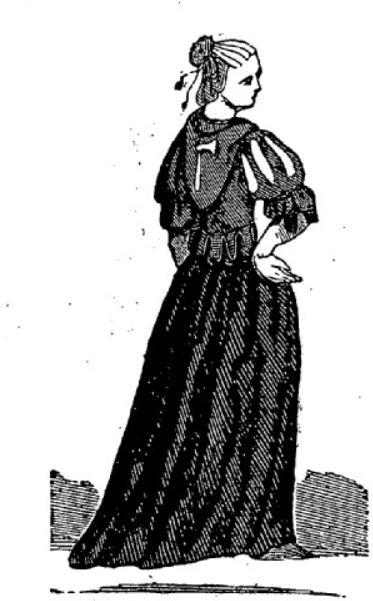
Habit de l’ordre de la Hache.

Pour honorer ces guerrières que les sources qualifient en latin d’equitissimae et de militissae, le comte de Barcelone leur accorda plusieurs privilèges : exemptions fiscales, préséance sur les hommes dans les assemblées publiques et droit de porter un vêtement à capuche brodé d’une hache rouge (dite destral de Tortosa). La pratique de ce dernier droit, transmis à leurs descendantes, s’est perpétuée jusqu’au XVe siècle,.

## Statut historique
L’ordre est remarquable en ce qu’il conjugue un caractère exclusivement féminin et une extrême précocité : sa fondation précède très largement l’essor que connaissent au cours du XIVe siècle les ordres de diverses catégories, dont certains également institués pour des femmes : ordre de l'Écharpe en Espagne, de la Cordelière en Bretagne, des Esclaves de la Vertu et de la Croix étoilée en Autriche.
Bien qu’il ait pour origine un fait d’armes, il ne s’agit pas d’un ordre militaire ou de chevalerie, ni d’ailleurs d’une confrérie : dénué de charte fondatrice et de statuts, il apparait plutôt comme un ordre honorifique. Il n’en met pas moins en évidence « les actions guerrières de certaines femmes, et surtout leur reconnaissance par la collectivité ».